# Спенглер, Джозеф
Джозеф Спенглер (англ. Joseph J. Spengler; 19 ноября 1902 — 2 января 1991) — американский экономист.
Бакалавр (1926), магистр (1929) и доктор философии (1930) университета Огайо Стейт. Преподавал в Аризонском университете и университете Дьюк. Президент Американской экономической ассоциации (1965). С 2004 году Общество истории экономических учений присуждает премию Дж. Спенглера за лучшую книгу по истории экономических учений.

## Основные произведения
- «Экономическая теория: её история, темы, методы» (Economics: Its History, Themes, Approaches, 1968);
- «Кассель о населении» (Cassel on Population, 1969).